# 영맨 모터스
영맨 모터스(영어: Youngman Motors, 중국어: 青年汽车集团)는 중국 저장성에 본사를 둔 버스 및 화물자동차 제조 기업이었다.

## 제품

### 승용차
영맨-로터스(영어: Youngman-Lotus) 브랜드로 중국에서 승용차를 판매하였다. 제품에는 L3 및 L5 모델이 포함되었으며, 영국에 본사를 둔 로터스 자동차의 지원을 받아 설계되었다.

### 승합차 및 화물자동차
독일의 MAN SE와 협력하여 버스와 트럭을 생산하였다. 버스는 영맨과 네오플란 브랜드로 판매되었으며 화물자동차는 영맨과 MAN SE라는 브랜드로 판매되었다.
- JNP6120GR, JNP6120BEV1, JNP6105GR

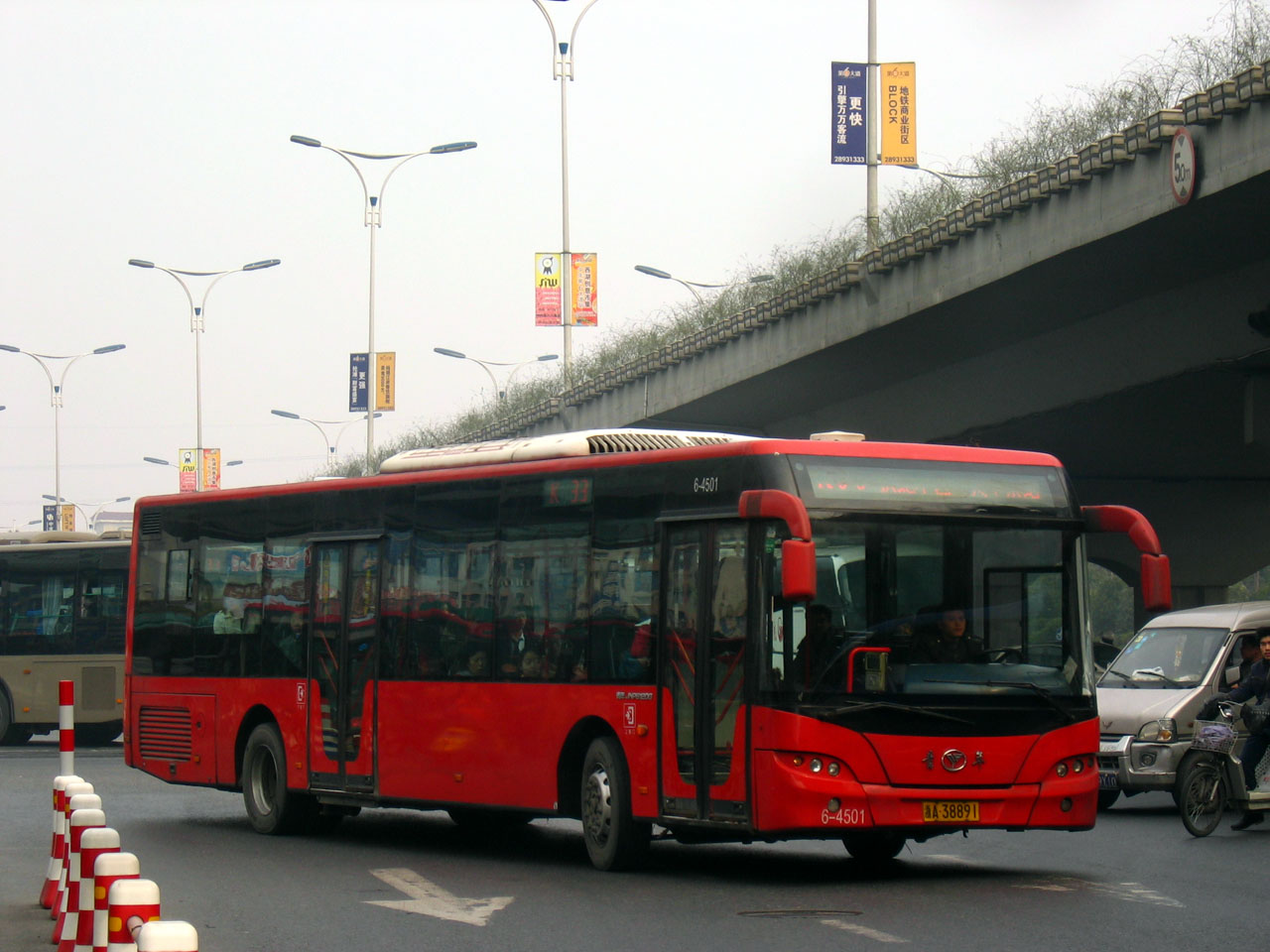
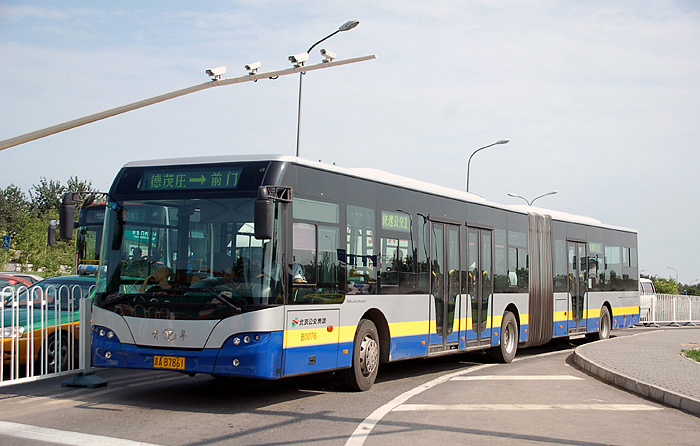
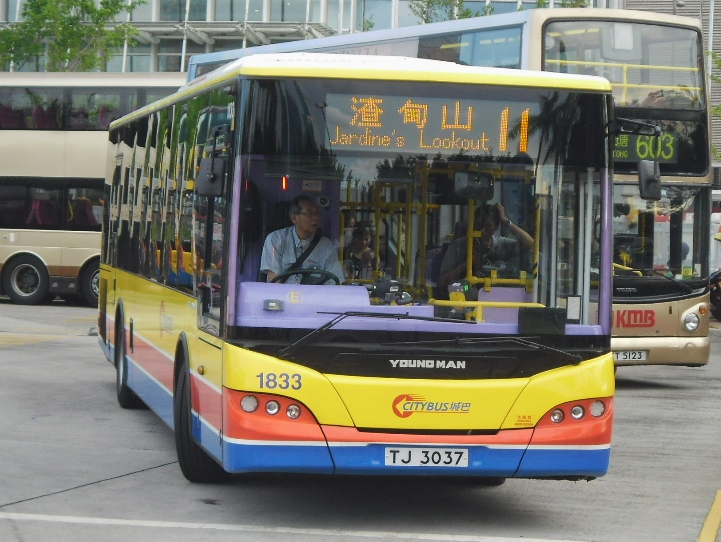
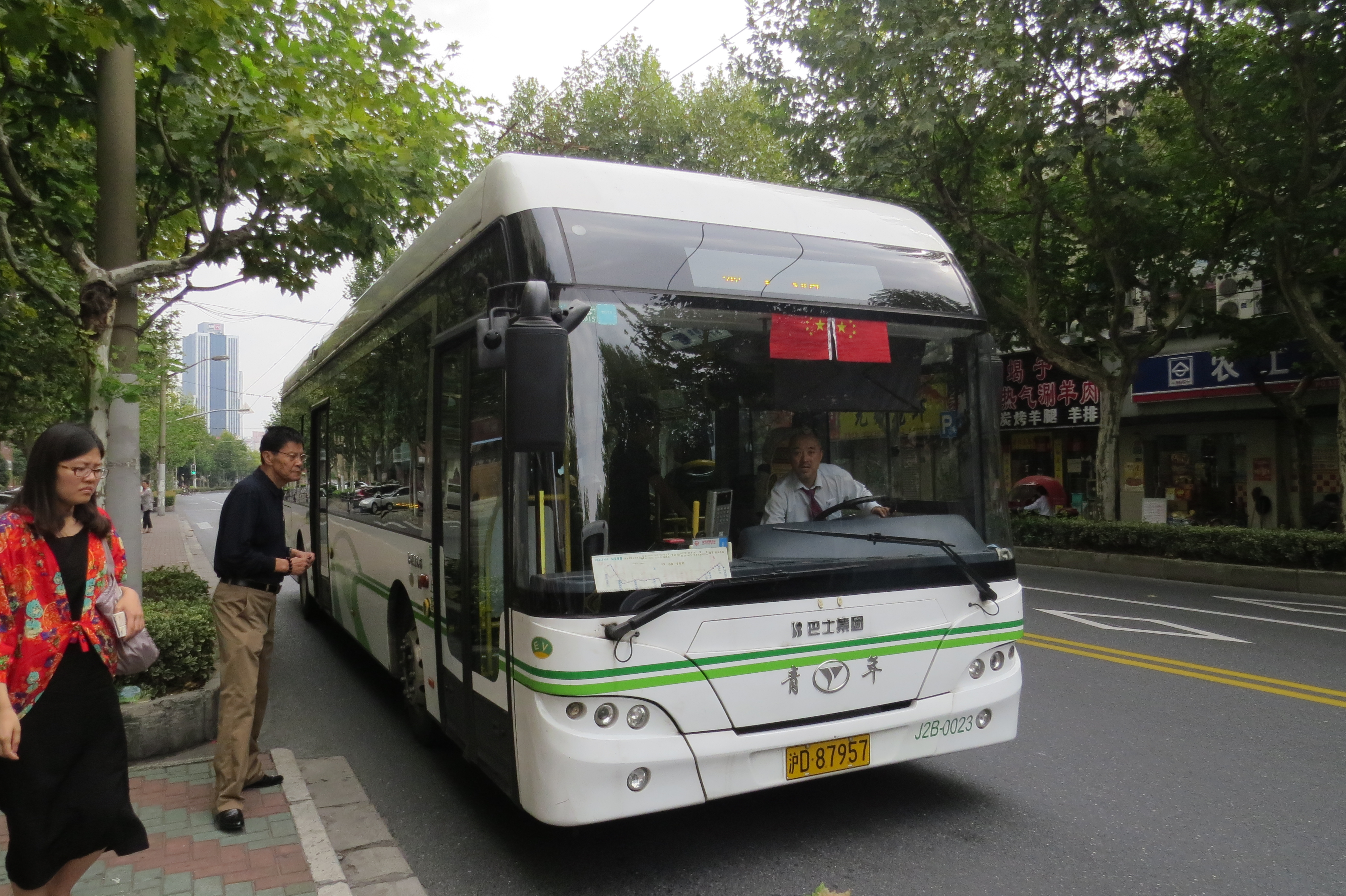
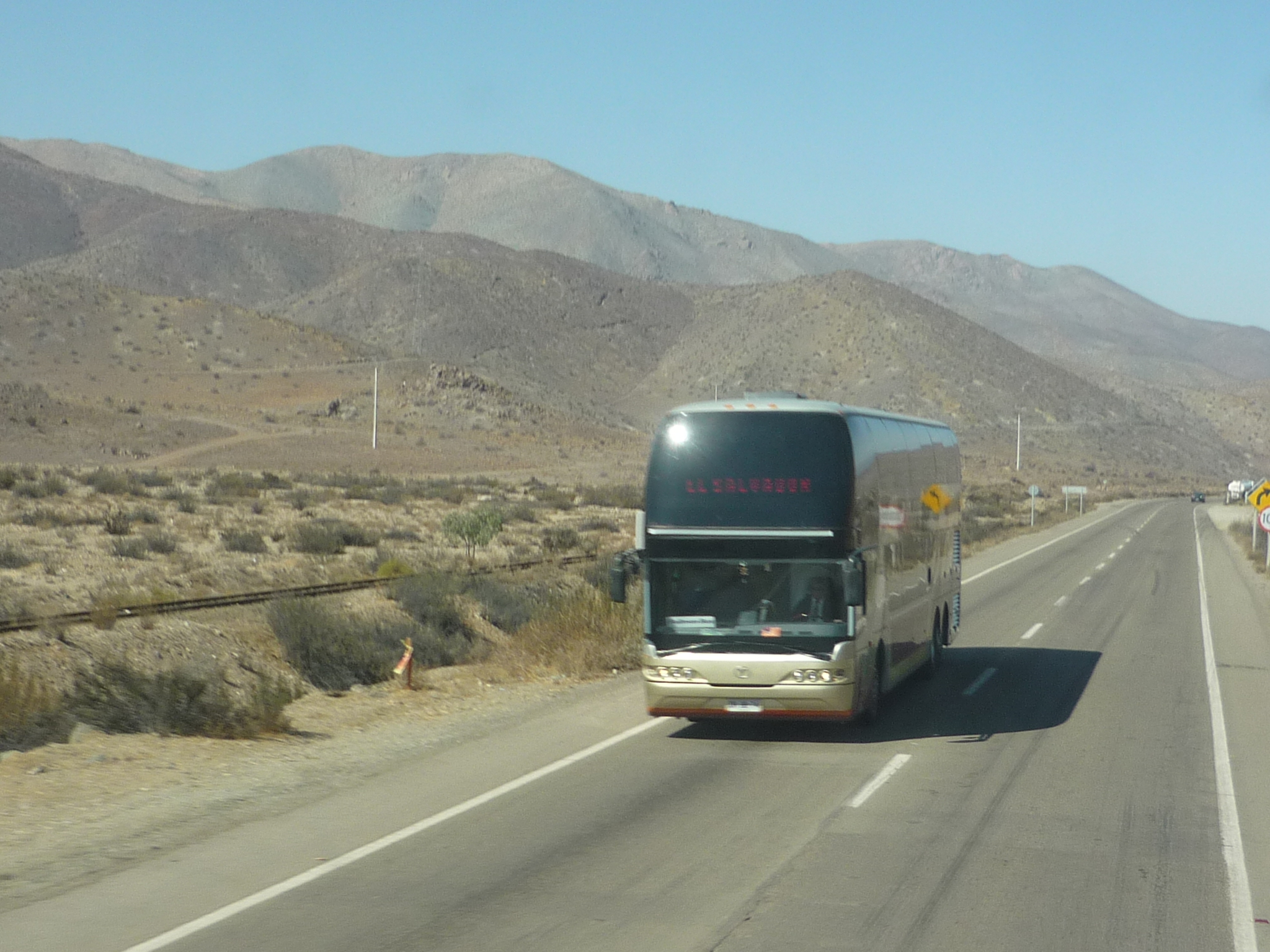
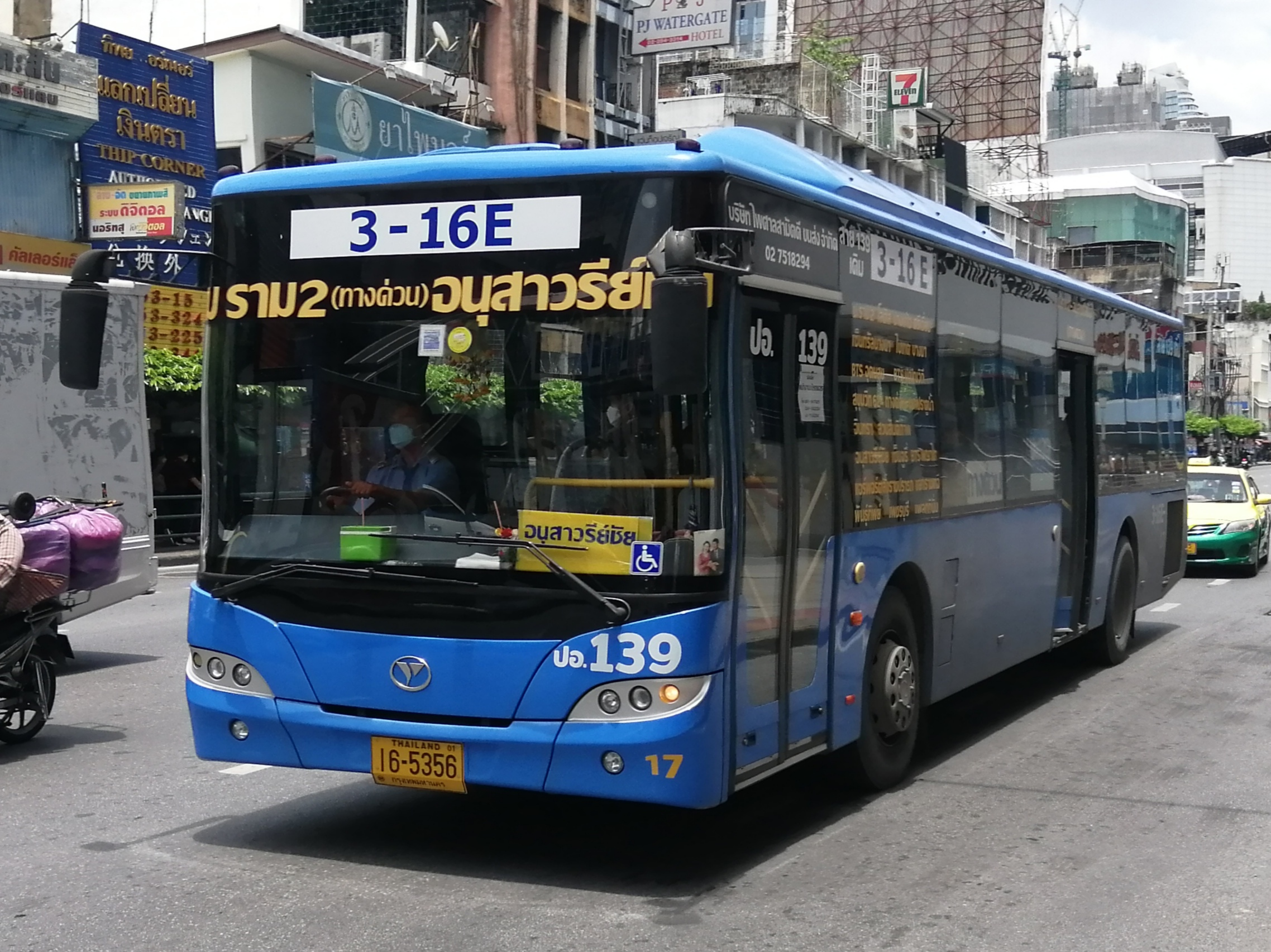

- JNP6120BEV1
- JNP6250G
- JNP6180GM
- JNP6137S